# Air Guide
Ein Air Guide ist ein Luft-Ansaugstutzen, der in einem Computer-Gehäuse direkt über dem Prozessor befestigt wird.
Dadurch wird die kühlere Umgebungsluft direkt angesaugt und über den Prozessor-Kühlkörper geleitet. Die erwärmte Luft wird ins Gehäuseinnere abgegeben und soll dort von einem Netzteillüfter oder Systemlüfter abgesaugt werden.
Damit sich der Prozessorlüfter nicht so schnell drehen muss (und dadurch leiser ist), versehen einige Hersteller den „Air Guide“ mit einem zusätzlichen Lüfter.
Spezifiziert wurde der „Air Guide“ im Mai 2002 von Intel. Er ist eine Voraussetzung für ein „Thermally Advanced Chassis“.
Das Wärmeproblem haben andere Hersteller auf ihre Weise gelöst: Indem sie die Luft nicht ansaugen, sondern direkt über einen Stutzen vom Prozessor nach außen abgeben, erreichen sie eine bessere Kühlung mit weniger Geräuschentwicklung.